# Friedrich Schwindl
Friedrich Schwindl (* 3. Mai 1737 in Amsterdam; † 7. August 1786 in Karlsruhe) war ein niederländischer Komponist und Musiker.

## Leben
Friedrich Schwindl war als Violinist, Flötist, Pianist, Musiklehrer und Komponist tätig. 1763 traf er in Brüssel Leopold Mozart und den jungen Mozart, am Hofe des Grafen Carl von Colloredo-Mannsfeld, wo er als  virtuoso di violino eine Anstellung hatte. Unter anderem war er Konzertmeister des Grafen von Wied-Runkel und 1770 am Hof von Wilhelm V. in Den Haag. Im Jahr 1776 ließ er sich in Genf nieder, wo er eine Musikschule gründete. 1780 zog er nach Karlsruhe, wo er bis zu seinem Tod als Konzertmeister der Badischen Hofkapelle des Markgrafen Karl Friedrich von Baden-Durlach arbeitete.
Seine Werke waren seinerzeit sehr beliebt und wurden, teils in wiederholter Auflage von Johann Julius Hummel in Amsterdam herausgegeben. Schwindl komponierte unter anderem 34 Sinfonien im Stil der Mannheimer Schule, die auch Elemente der italienischen Opern-Sinfonie enthielten. Schwindl wurde von Christian Friedrich Daniel Schubart wie folgt charakterisiert: Schwindel, ein beliebter und durch ganz Deutschland berühmter Violincomponist. Er setzt nicht schwer, aber desto anziehender für Dilettanten. Sein Vortrag ist fließend, und sein Geist zur süßen Schwermuth gestimmt: daher wurde er ein Lieblingscomponist für die Secte der Empfindsamen. Er schuf Vokalduette und Trios, Streichquartette sowie Oratorien und verschiedene Chorwerke. Die Singspiele Die drei Pächter (1778) und Das Liebesgrab (1779) wurden beide in Mülhausen aufgeführt, wo Schwindl öffentliche Konzerte für Musikliebhaber, allerdings ohne finanziellen Erfolg organisierte.

## Werke (Auswahl)
- 24 Menuets en trio für 2 Violinen/Flöten und Bass
- 6 Symphonies, Op. 1
- 6 Symphonies, Op. 2
- 6 Symphonies, Op. 3
- 6 Triosonaten, Op. 3
- 6 Triosonaten, Op. 5
- 6 Duos für Violine und Cello, Op. 6
- 6 Streichquartette, op. 7
- 4 Trios für Cembalo, Violine und Bass, Op. 8
- 6 Quintette, für 2 Flöten, 2 Violinen und Cembalo Op. 10
- Flötenkonzert in D-Dur
- Symphonie périodique in F-Dur

- Singspiele
  - „Die drei Pächter“ (1778)
  - „Das Liebesgrab“ (1779)